# Morisia
Morisia és un gènere de plantes endèmic de la regió mediterrània. Té 7 espècies dins la familia Brassicaceae.

## Algunes espècies
| - Morisia acaulis - Morisia capitata - Morisia hypogaea | - Morisia monanthos - Morisia sternata - Morisia wallichii |